# Frankfurt Galaxy
Frankfurt Galaxy je bio klub američkog nogometa koji je djelovao između 1991. i 2007. godine, a natjecao se u ligi NFL Europe (poznatu i pod nazivima World League of American Football i World League), a bio je smješten u Frankfurt na Majni, Njemačka. Galaxy je svoje domaće utakmice igrao na stadionu Commerzbank-Arena. Frankfurt Universe je nasljednik Frankfurt Galaxy, a 2021. je osnovan novi Frankfurt Galaxy koji član European League of Football. 

## Uspjesi
World Bowl
- pobjednik: 1995., 1999., 2003., 2006.
  - finalist: 1996., 1998., 2004., 2007.

## Omjer u NFL Europe
| Season | League                                      | Regular season                              | Regular season                              | Regular season                              | Regular season                              | Regular season                              | Postseason                                  | Postseason                                  | Postseason                                  | Postseason                                      |                                             |
| Season | League                                      | Won                                         | Lost                                        | Ties                                        | Win %                                       | Finish                                      | Won                                         | Lost                                        | Win %                                       | Result                                          |                                             |
| ------ | ------------------------------------------- | ------------------------------------------- | ------------------------------------------- | ------------------------------------------- | ------------------------------------------- | ------------------------------------------- | ------------------------------------------- | ------------------------------------------- | ------------------------------------------- | ----------------------------------------------- | ------------------------------------------- |
| 1991.  | WLAF                                        | 7                                           | 3                                           | 0                                           | .700                                        | 3rd (European)                              | –                                           | –                                           | —                                           | —                                               |                                             |
| 1992.  | WLAF                                        | 3                                           | 7                                           | 0                                           | .300                                        | 2nd (European)                              | –                                           | –                                           | —                                           | —                                               |                                             |
| 1993.  | WLAF suspended operations from 1993 to 1994 | WLAF suspended operations from 1993 to 1994 | WLAF suspended operations from 1993 to 1994 | WLAF suspended operations from 1993 to 1994 | WLAF suspended operations from 1993 to 1994 | WLAF suspended operations from 1993 to 1994 | WLAF suspended operations from 1993 to 1994 | WLAF suspended operations from 1993 to 1994 | WLAF suspended operations from 1993 to 1994 | WLAF suspended operations from 1993 to 1994     | WLAF suspended operations from 1993 to 1994 |
| 1994.  | WLAF suspended operations from 1993 to 1994 | WLAF suspended operations from 1993 to 1994 | WLAF suspended operations from 1993 to 1994 | WLAF suspended operations from 1993 to 1994 | WLAF suspended operations from 1993 to 1994 | WLAF suspended operations from 1993 to 1994 | WLAF suspended operations from 1993 to 1994 | WLAF suspended operations from 1993 to 1994 | WLAF suspended operations from 1993 to 1994 | WLAF suspended operations from 1993 to 1994     | WLAF suspended operations from 1993 to 1994 |
| 1995   | WLAF                                        | 6                                           | 4                                           | 0                                           | .600                                        | 2nd (League)                                | 1                                           | 0                                           | 1.000                                       | World Bowl '95 champions                        |                                             |
| 1996.  | WLAF                                        | 6                                           | 4                                           | 0                                           | .600                                        | 2nd (League)                                | 0                                           | 1                                           | .000                                        | Lost to Scottish Claymores in World Bowl '96    |                                             |
| 1997.  | WLAF                                        | 4                                           | 6                                           | 0                                           | .400                                        | 5th (League)                                | –                                           | –                                           | —                                           | —                                               |                                             |
| 1998.  | NFLE                                        | 7                                           | 3                                           | 0                                           | .700                                        | 1st (League)                                | 0                                           | 1                                           | .000                                        | Lost to Rhein Fire in World Bowl '98            |                                             |
| 1999.  | NFLE                                        | 6                                           | 4                                           | 0                                           | .600                                        | 2nd (League)                                | 1                                           | 0                                           | 1.000                                       | World Bowl '99 prvaci protiv Barcelona Dragonsa |                                             |
| 2000.  | NFLE                                        | 4                                           | 6                                           | 0                                           | .400                                        | 5th (League)                                | –                                           | –                                           | —                                           | —                                               |                                             |
| 2001.  | NFLE                                        | 3                                           | 7                                           | 0                                           | .300                                        | 6th (League)                                | –                                           | –                                           | —                                           | —                                               |                                             |
| 2002.  | NFLE                                        | 6                                           | 4                                           | 0                                           | .600                                        | 3rd (League)                                | –                                           | –                                           | —                                           | —                                               |                                             |
| 2003   | NFLE                                        | 6                                           | 4                                           | 0                                           | .600                                        | 1st (League)                                | 1                                           | 0                                           | 1.000                                       | World Bowl XI champions                         |                                             |
| 2004.  | NFLE                                        | 7                                           | 3                                           | 0                                           | .700                                        | 2nd (League)                                | 0                                           | 1                                           | .000                                        | Lost to Berlin Thunder in World Bowl XII        |                                             |
| 2005.  | NFLE                                        | 3                                           | 7                                           | 0                                           | .300                                        | 5th (League)                                | –                                           | –                                           | —                                           | —                                               |                                             |
| 2006.  | NFLE                                        | 7                                           | 3                                           | 0                                           | .700                                        | 2nd (League)                                | 1                                           | 0                                           | .000                                        | World Bowl XIV champions                        |                                             |
| 2007.  | NFLE                                        | 7                                           | 3                                           | 0                                           | .700                                        | 2nd (League)                                | 0                                           | 1                                           | .000                                        | Lost to Hamburg Sea Devils in World Bowl XV     |                                             |
| Total  | Total                                       | 82                                          | 68                                          | 0                                           | .547                                        |                                             | 4                                           | 4                                           | .500                                        |                                                 |                                             |

## Trener
- Jack Elway (1991. – 1992.)
- Ernie Stautner (1995. – 1997.)
- Dick Curl (1998. – 2000.)
- Doug Graber (2001. – 2003.)
- Mike Jones (2004. – 2007.)

## Poznati igrači
- Mario Bailey - WR (1995. – 2000.)
- Jake Delhomme - QB (1999.)
- Mark Dixon - G (1998.)
- Patrick Gerigk - WR (1999.)
- Werner Hippler - TE (1995., 1997. – 2000.)
- Damon Huard - QB (1998.)
- Lewis Kelly - T (2002.)
- Ralf Kleinmann - K (1995. – 2000., 2003. – 2004.)
- Martin Latka - RB (2004. – 2007.)
- Frank Messmer - DL (1995. – 1997.)
- Andy McCullough - WR (1999., 2001.)
- Craig Ochs - QB (2006.)
- Steve Pelluer - QB (1996. – 1997.)
- Mike Perez - QB (1991. – 1992.)
- Akili Smith - QB (2005. – 2007.)
- Ingo Siebert - RB (1995. – 1998.)
- Paul Spicer - DE (2001.)
- James Taylor - CB (2005. – 2007.)
- Pat Barnes - QB (1998. – 1999.)
- J.T. O'Sullivan - QB (2007.)

## Vanjske poveznice
- galaxy-frankfurt.de
- footballdb.com, rezultati i statistike